# Формула
В областта на математиката, формулата се изписва чрез използването на символите и правилата за формиране, които са налични в даден логически език.
В науката, дадена специфична формула представлява кратък начин за изразяване на информация символично в математическа или химическа формула.
В съвременната химия, химичната формула е начин за изразяване на информация за пропорциите на атомите, които изграждат конкретно химично съединение с помощта на едноредово изписване на символите на химичен елемент, цифри, а понякога и други символи, като например скоби, както и знаците плюс (+) и минус (-).